# (7848) Bernasconi
(7848) Bernasconi (1996 DF1) – planetoida z grupy pasa głównego asteroid okrążająca Słońce w ciągu 4,09 lat w średniej odległości 2,56 j.a. Odkryta 22 lutego 1996 roku.